# Якуб Червінський
Якуб Червінський (пол. Jakub Czerwiński, нар. 6 серпня 1991, Гміна Криниця-Здруй) — польський футболіст, захисник клубу «П'яст».
Виступав, зокрема, за клуби «Пром'єн» (Опаленіца) та «Погонь» (Щецин), а також юнацьку збірну Польщі.

## Клубна кар'єра
Народився 6 серпня 1991 року в місті Гміна Криниця-Здруй. Вихованець юнацьких команд футбольних клубів Попрад (Мушина) та «Пром'єн» (Опаленіца).
У дорослому футболі дебютував 2008 року виступами за команду клубу «Пром'єн Опаленіца», в якій провів один сезон, взявши участь лише у 2 матчах третьої ліги чемпіонату Польщі. Своєю грою за цю команду привернув увагу представників тренерського штабу клубу «Окоцимський» з Малої Польщі, до складу якого приєднався 2009 року. Відіграв за цю команду наступні два сезони своєї ігрової кар'єри. 2011 року уклав контракт з клубом «Нецєча», у складі якого провів наступні чотири роки своєї кар'єри гравця. Більшість часу, проведеного у складі «Нецєчи», був основним гравцем захисту команди.
3 січня 2015 року підписав попередній контракт з клубом «Погонь» (Щецин), який набирав чинності з 1 липня того ж року. Клуб зі Щецина доклав максимальних зусиль, щоб підписати Якуба ще взимку, але переговори завершилися провалом. Стопер залишився на весняну частину чемпіонату в «Термаліці» й допоміг команді виграти путівку до Екстракляси, після чого перейшов до «Погоні». На найвищому рівні в складі свого нового клубу дебютував у переможному (2:1) виїзному матчі першого кола національного чемпіонату проти чемпіона Польщі, познанського «Леха». Першим голом у Екстраклясі Якуб відзначився в переможному (2:1) матчі 10-го туру проти «Ягеллонії» (Білосток). В новому клубі Червинський швидко став гравцем основи, в сезоні 2015/16 років виступав до 28-го туру, коли вже на першій хвилині травмувався та залишив футбольне поле. Наступного сезону також розпочинав як основний гравець Портовиків, зігравши 8 матчів у стартовому складі. В останній день літнього трансферного вікна, 31 серпня 2015 року, за 500 000 євро Червинського з «Погоні» викупила «Легія», з якою гравець підписав 4-річний контракт
18 вересня 2016 року відзначився першим голом у чемпіонаті в футболці Легії в програному (2:3) матчі проти «Заглембє» (Любін).

## Виступи за збірну
2010 року дебютував у складі юнацької збірної Польщі, взяв участь лише в 1 поєдинку на юнацькому рівні.

## Статистика клубних виступів
(Станом на 22 листопада 2016 року)
| Клуб                  | Сезон            | Ліга             | Ліга  | Ліга | Кубок Польщі | Кубок Польщі | Єврокубки | Єврокубки | Загалом | Загалом |
| Клуб                  | Сезон            | Ліга             | Матчі | Голи | Матчі        | Голи         | Матчі     | Голи      | Матчі   | Голи    |
| --------------------- | ---------------- | ---------------- | ----- | ---- | ------------ | ------------ | --------- | --------- | ------- | ------- |
| «Пром'єн» (Опаленіца) | 2008/09          | III ліга         | 25    | 0    | 3            | 0            | —         | —         | 28      | 0       |
| «Окоцимський»         | 2009/10          | II ліга          | 15    | 0    | 2            | 0            | —         | —         | 17      | 0       |
| «Окоцимський»         | 2010/11          | II ліга          | 25    | 3    | 1            | 0            | —         | —         | 26      | 3       |
| «Окоцимський»         | Загалом          | Загалом          | 40    | 3    | 3            | 0            | 0         | 0         | 43      | 3       |
| Нецєча                | 2011/12          | I ліга           | 23    | 1    | —            | —            | —         | —         | 23      | 1       |
| Нецєча                | 2012/13          | I ліга           | 33    | 0    | 2            | 0            | —         | —         | 35      | 0       |
| Нецєча                | 2013/14          | I ліга           | 28    | 3    | —            | —            | —         | —         | 28      | 3       |
| Нецєча                | 2014/15          | I ліга           | 32    | 2    | 1            | 1            | —         | —         | 33      | 3       |
| Нецєча                | Ogólnie          | Ogólnie          | 116   | 6    | 3            | 1            | 0         | 0         | 119     | 7       |
| Погонь (Щецин)        | 2015/16          | Екстракляса      | 33    | 1    | 1            | 0            | —         | —         | 34      | 1       |
| Погонь (Щецин)        | 2016/17          | Екстракляса      | 7     | 0    | 1            | 0            | —         | —         | 8       | 0       |
| Погонь (Щецин)        | Загалом          | Загалом          | 40    | 1    | 2            | 0            | 0         | 0         | 42      | 1       |
| 2016/17               | 2016/17          | Екстракляса      | 8     | 1    | 0            | 0            | 4         | 0         | 12      | 1       |
| Усього в кар'єрі      | Усього в кар'єрі | Усього в кар'єрі | 229   | 11   | 11           | 1            | 4         | 0         | 244     | 12      |

## Титули і досягнення
- Чемпіон Польщі (1):

П'яст (Глівіце): 2018-19